# Thelecythara
Thelecythara é um gênero de gastrópodes pertencente a família Pseudomelatomidae.

## Espécies
- Thelecythara dominguezi Gibson-Smith J. & W., 1983[2]
- Thelecythara dushanae McLean & Poorman, 1971[3]
- Thelecythara floridana Fargo, 1953[4]
- Thelecythara mucronata (Guppy, 1896)[5]
- †Thelecythara oligocaenica Lozouet, 2017

Espécies trazidas para a sinonímia
- Thelecythara borroi Sarasúa, 1975: sinônimo de Thelecythara floridana Fargo, 1953
- Thelecythara cruzensis Nowell-Usticke, G.W., 1969: sinônimo de Thelecythara floridana Fargo, 1953
- Thelecythara vitrea (Reeve, 1845):[6] sinônimo de Otitoma vitrea (Reeve, 1845)